# Borris
Borris (irl. An Bhuiríos, wcześniej Buirgheas Ó nDróna) – miasto w hrabstwie Carlow w Irlandii.
W miasteczku znajduje się jedno z najstarszych pól golfowych w Irlandii.